# Lohr (Francia)
Lohr è un comune francese di 507 abitanti situato nel dipartimento del Basso Reno nella regione del Grand Est.
Vedi anche Lohr a. Main

## Società

### Evoluzione demografica
Abitanti censiti